# Zur schönen Aussicht
Die Komödie Zur schönen Aussicht ist eines der ersten Theaterstücke  von Ödön von Horváth (1901–1938). Es wurde 1926 geschrieben, aber erst 1969 in Graz uraufgeführt. Vorbild für die Pension zur Schönen Aussicht war nach einer Aussagen von Horváths Bruder Lajos eine windige Pension in Murnau und die Figuren hätten reale Vorbilder.

## Handlung
Das Stück spielt in einem heruntergekommenen Hotel, das kurz vor dem Bankrott steht. Hier sind mehrere Personen mit zweifelhafter Vergangenheit als Personal untergekommen, aber bis auf einen Dauergast gibt es schon lange keine zahlenden Hotelgäste mehr.
In dieser Situation taucht Christine auf, die bereits im vorherigen Sommer die Geliebte des Hoteldirektors Strasser gewesen ist und von ihm ein Kind bekommen hat und ihn in vielen Briefen um Hilfe und Unterhalt bat. Von dem Hoteldirektor, den Gästen und dem Personal wird sie verächtlich behandelt und als Hure beschimpft. Zusammen hecken sie einen Plan aus, um Strasser von seiner Unterhaltspflicht zu befreien, indem alle Männer jeweils behaupten, auch sie hätten mit Christine letzten Sommer geschlafen. Als diese gegen Ende des Stückes der Hotelgesellschaft eröffnet, dass sie inzwischen zu Geld gekommen ist, wird sie in der Folge von den anwesenden Männern umworben. Sie entschließt sich aber, das Hotel wieder zu verlassen und zwar alleine.

## Zitate
Ada Freifrau von Stettens Satz „Ich bin nämlich eigentlich ganz anders, aber ich komme nur so selten dazu.“ wurde leicht abgewandelt zur Titelzeile des von Jan Delay getexteten und gemeinsam mit Udo Lindenberg aufgenommenen Popsongs Ganz anders.

## Verfilmungen
- Österreich 1970: ORF; eine Aufzeichnung aus dem Schauspielhaus Graz; Inszenierung Gerald Szyszkowitz; Bildregie Hermann Lanske
- BRD 1972: SDR-Produktion; Regie Hans Hollmann